# Certosa di Padula
Certosa di Padula lub Certosa di San Lorenzo (Kartuzja Padula lub Kartuzja św. Wawrzyńca) to największy kompleks klasztorny w południowych Włoszech i jeden z najciekawszych w Europie ze względu na jego architektoniczną wartość.

## Historia
Prace budowlane rozpoczęto w 1306 r. z woli Tommasa Sanseverino, hrabiego Marsico, i kontynuowano, wraz z rozbudową i renowacją, do XIX wieku. W Certosa pozostało niewiele najstarszych elementów: wśród nich są wspaniałe drzwi kościoła z 1374 r. i sklepienie krzyżowe samego kościoła. Najważniejsze przebudowy pochodzą z połowy XVI wieku po Soborze Trydenckim. Kartuzi opuścili Padulę w 1807 r., podczas francuskiej okupacji Królestwa Neapolu, kiedy ich posiadłości zostały skonfiskowane. Bogate wyposażenie oraz zbiory artystyczne i biblioteczne uległy prawie całkowitemu rozproszeniu, a opuszczone budynki ulegały degradacji. W 1882 r. klasztor został uznany za zabytek narodowy a prace konserwatorskie rozpoczęto w 1982 r.

## Opis
Klasztor składa się z dużego prostokątnego dziedzińca, otoczonego XVI-wiecznym krużgankiem. Jednonawowy kościół ma pięć kaplic po prawej stronie i dwa chóry. Ołtarz główny dekorowany masą perłową przypisuje się G. D. Vinaccii (z XVII wieku). Kościół ozdobiony jest XVIII-wiecznymi złoconymi stiukami, które pokrywają czternastowieczną strukturę. Obok szeregu kaplic bocznych znajduje się tu kapitularz pełen osiemnastowiecznych stiuków oraz Kaplica Skarbów, która była rodzajem sejfu, w którym zapewne chroniono bogate wyposażenie kościoła. W Kaplicy Założycieli, znajdującej się w rogu krużganku, można podziwiać ozdobny ołtarz. Refektarz to pomieszczenie zbudowane na początku XVIII wieku. 
Biblioteka, rozległy pokój, w którym zachowały się majolikowe dekoracje podłogowe i sufitowe, zawierała dziesiątki tysięcy książek, w tym iluminowane rękopisy, z których tylko niewielka część pozostaje dziś w Certosa, około dwóch tysięcy tomów. Duży krużganek o powierzchni prawie piętnastu tysięcy metrów kwadratowych należy do największych w Europie. Jego budowę rozpoczęto w 1583 r., zasadniczo przebudowując istniejący klasztor. Krużganek jest dwupoziomowy, a pośrodku znajduje się piękna fontanna w kształcie kielicha, wykonana z kamienia i datowana na 1640 r. Eliptyczne schody z podwójną rampą, ostatnie dzieło kartuzów, jednoczą dwa poziomy dużego krużganku. Duży ogród klasztorny został w znacznym stopniu zdewastowany podczas dwóch wojen światowych.
Od 1998 r. wraz z Parkiem Narodowym Cilento i Vallo di Diano oraz stanowiskami archeologicznymi Paestum i Velia znajduje się na liście światowego dziedzictwa UNESCO.

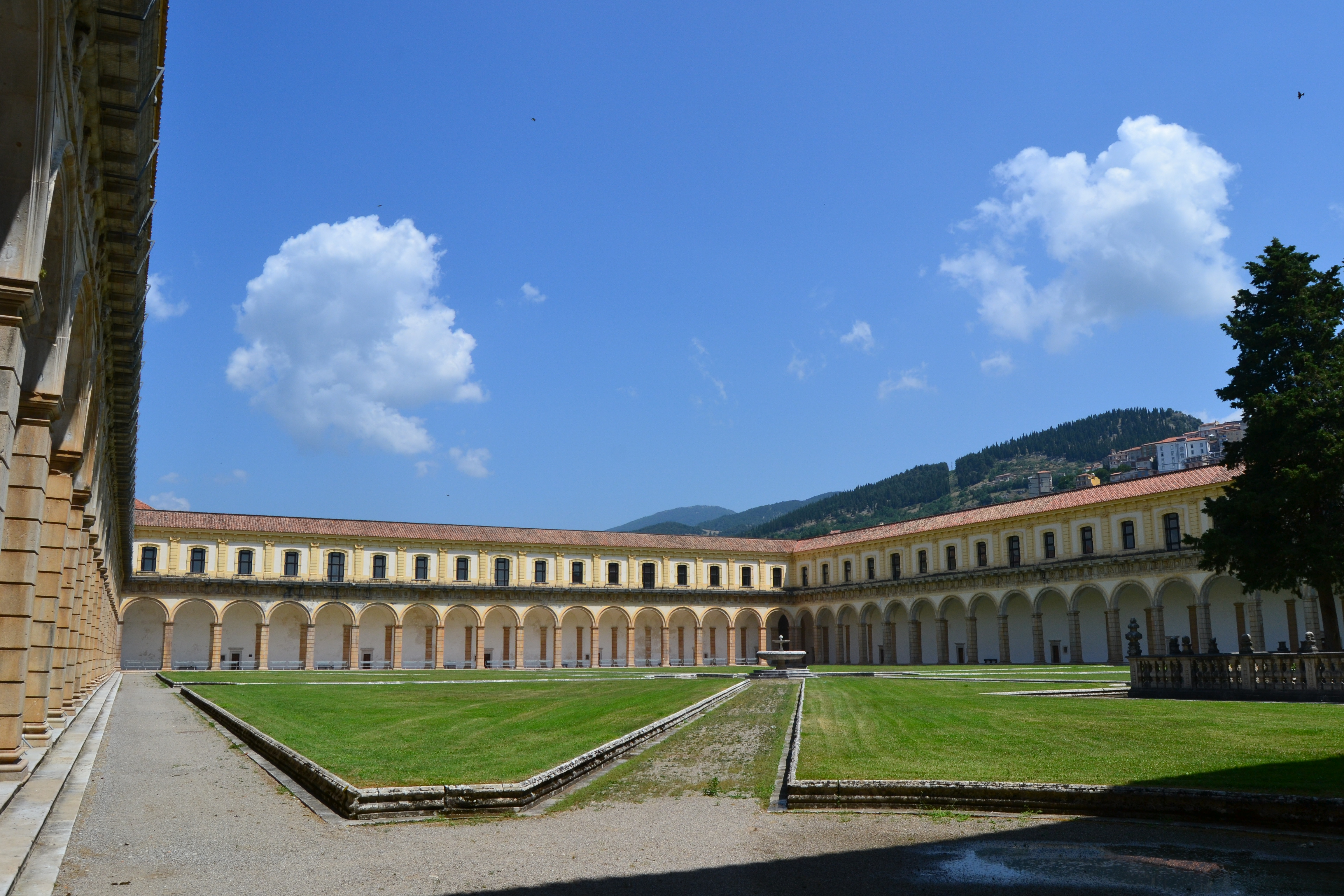
Krużganki
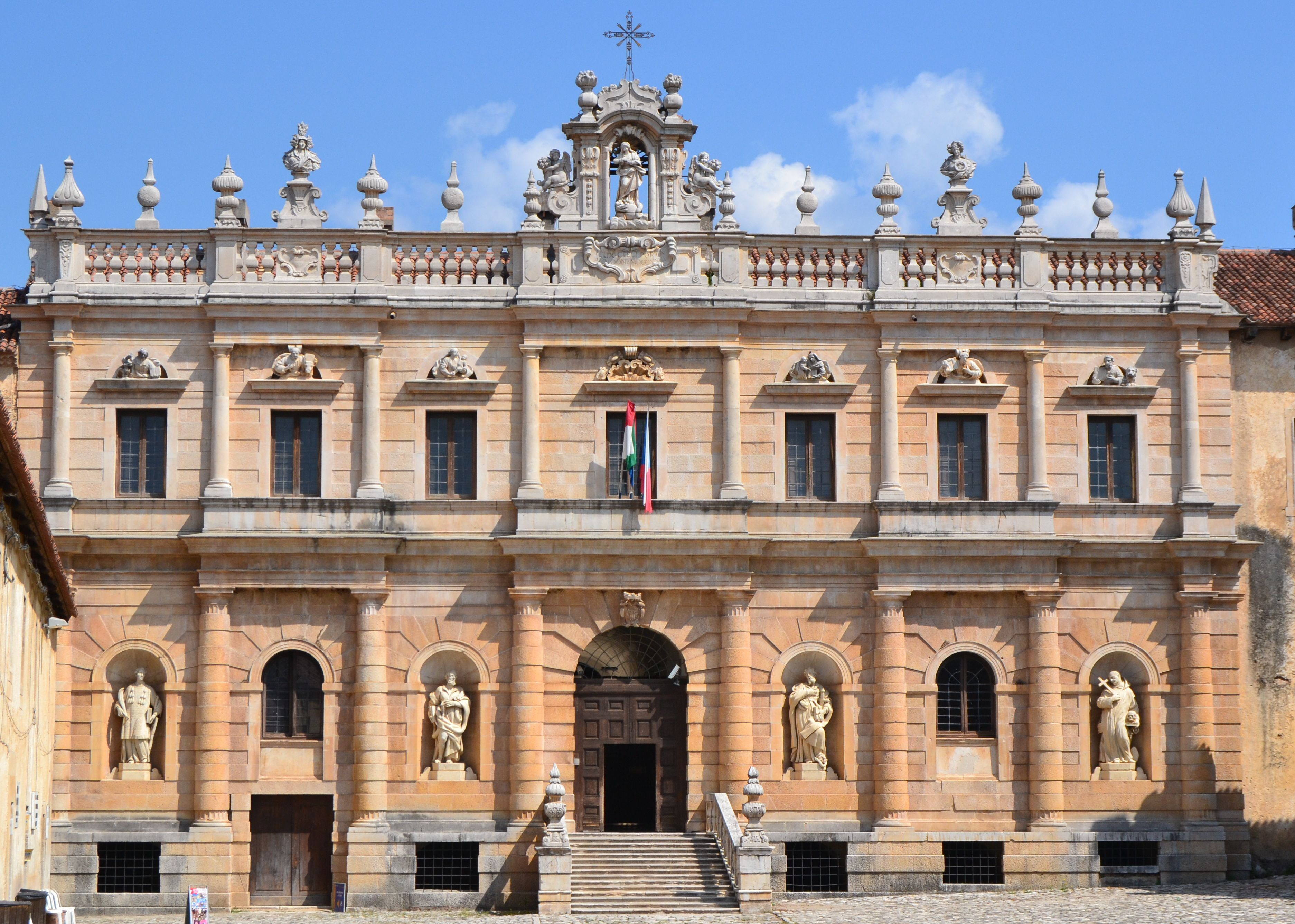
Fasada klasztoru
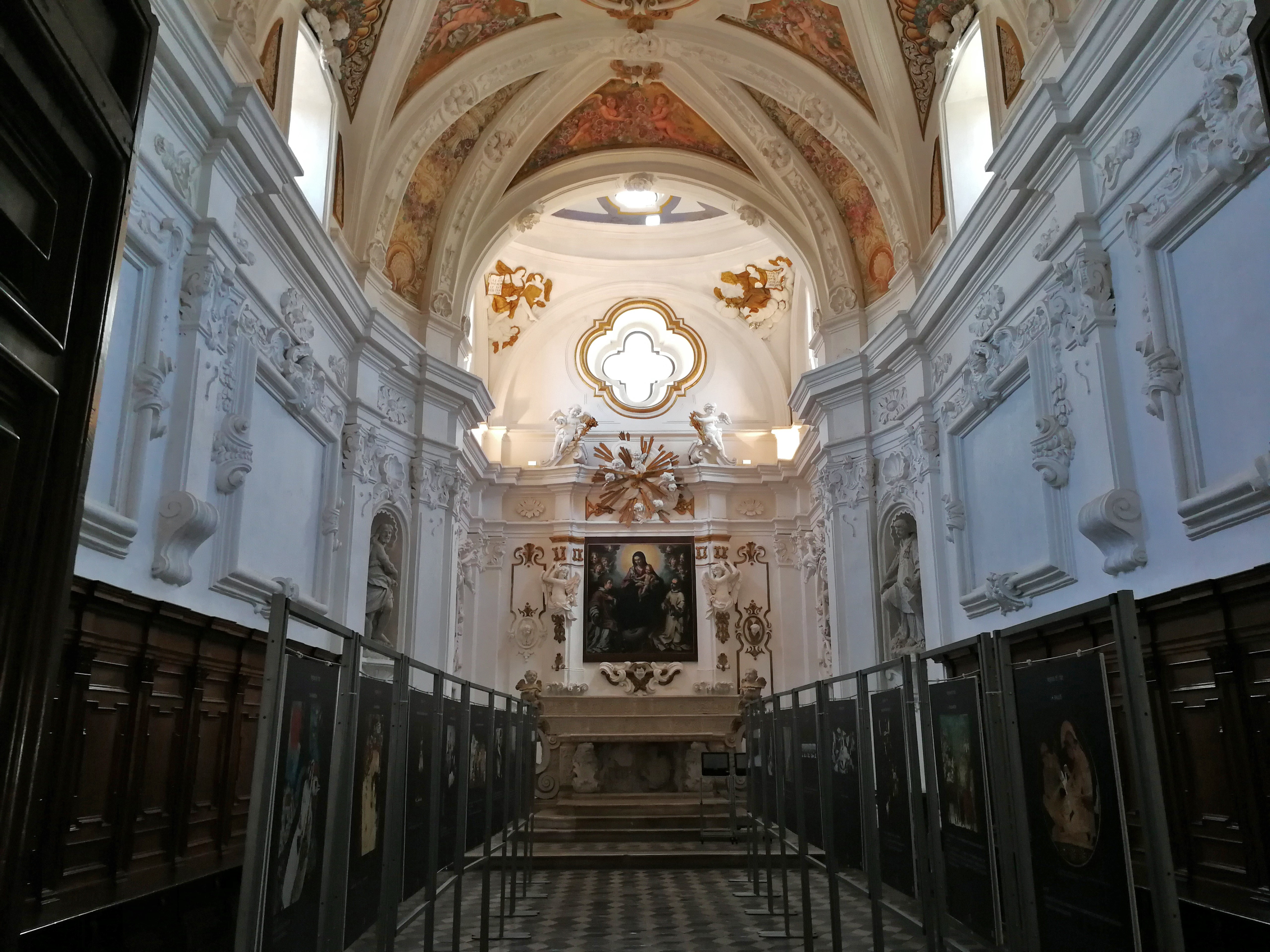
Kapitularz
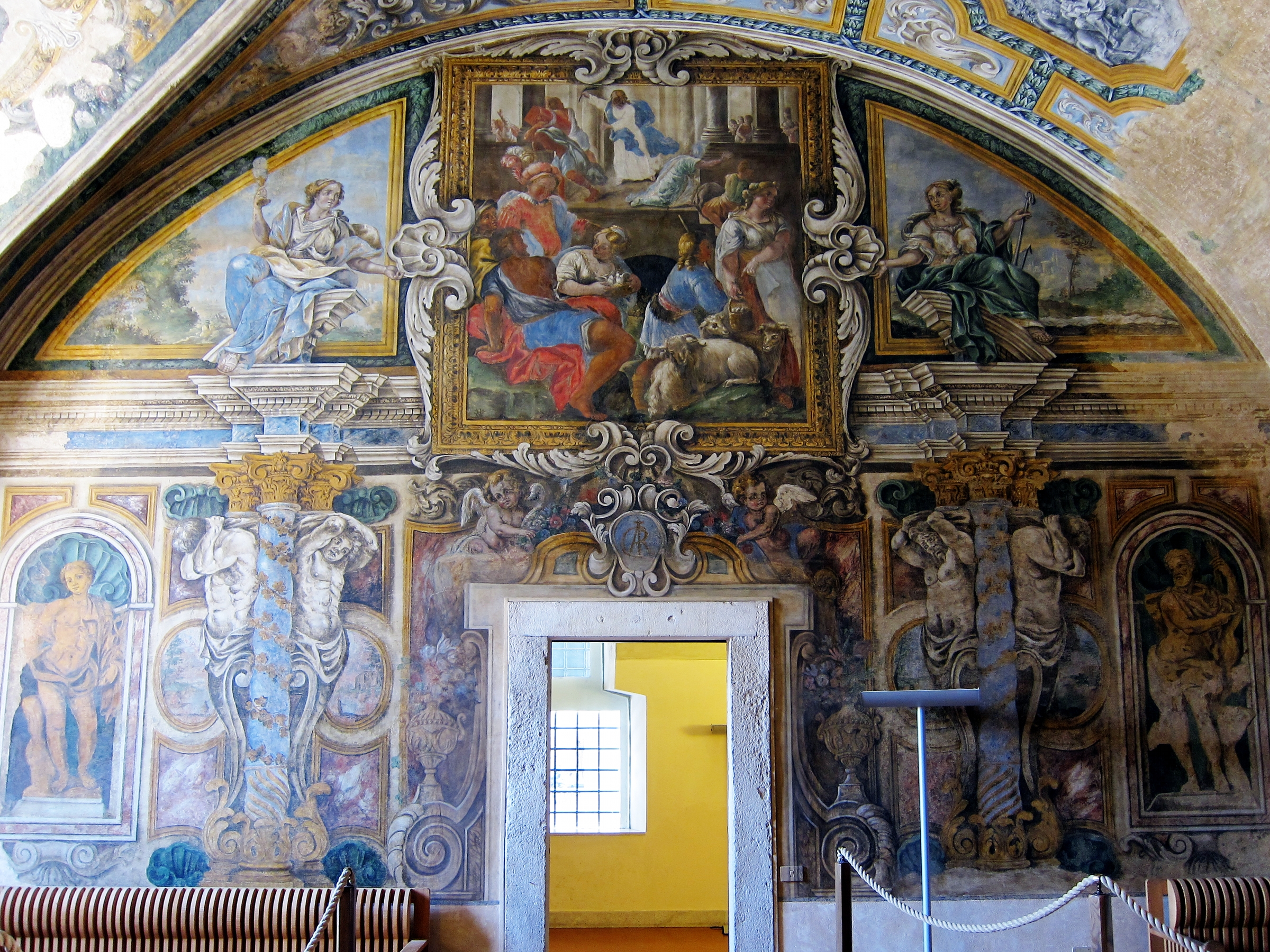
Freski